# Halimium verticillatum
Halimium verticillatum är en solvändeväxtart som först beskrevs av Felix de Silva Avellar Brotero, och fick sitt nu gällande namn av Pinto da Silva. Halimium verticillatum ingår i släktet Halimium och familjen solvändeväxter. Inga underarter finns listade i Catalogue of Life.